# Andries van Bochoven

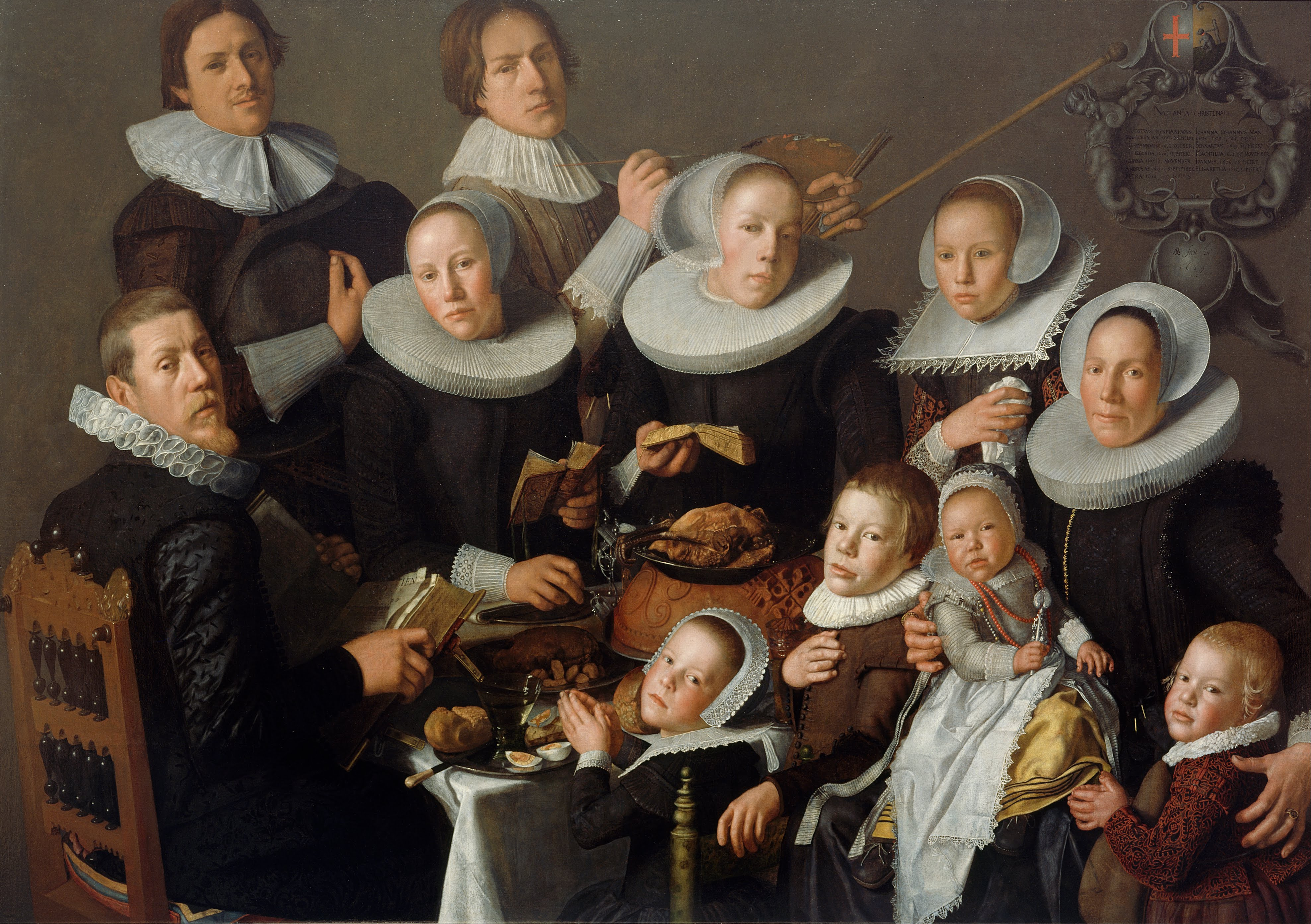
Retrato del pintor y su familia, firmado y fechado AvB fecit Anº/(1)629, óleo sobre lienzo, 130,5 x 186,5 cm, Utrecht, Centraal Museum.

Andries van Bochoven (Utrecht, 1609-1634) fue un pintor barroco neerlandés.

## Biografía
Hijo de Rutger van Bochoven, un próspero negociante de Utrecht, y de su primera esposa, en el curso 1624-1625 se le encuentra registrado como aprendiz de Joachim Wtewael. Falleció prematuramente el 2 de diciembre de 1634, a consecuencia de una epidemia de peste.
Bochoven es conocido por un par de bodegones de cocina fechados en 1628 y 1632 y, especialmente, por el retrato que dejó de sí mismo en compañía de su familia: su padre, Rutger, a la izquierda, sentado a la mesa con un ejemplar de la Biblia en las manos, en el que se lee la palabra Profecien, su segunda esposa en el extremo opuesto con sus cuatro hijos menores; las tres hermanas mayores detrás de la mesa, con pequeños libros en las manos, que pudieran ser ejemplares de los Salmos y, tras ellas, en pie, el hermano mayor y el pintor, con la paleta y los pinceles, todos vestidos de negro y cuellos blancos almidonados, excepto los dos menores, todo conforme a las costumbres de las familias protestantes acomodadas y piadosas, de las que este retrato grupal, ahora propiedad del Centraal Museum de Utrecht, es testimonio elocuente.